# Двадцать пять центов (Канада)
25¢ — монета Канады номиналом в 25 центов. Номинал монеты равен четверти канадского доллара. Королевский канадский монетный двор официально установил название — 25 центов, однако на практике слово кво́тер более распространено.

## История выпуска
| Годы                   | Масса (г.) | Диаметр (мм.) | Состав сплава                          |
| ---------------------- | ---------- | ------------- | -------------------------------------- |
| 2000 — настоящее время | 4,40       | 23,88         | 94,0 % сталь, 3,8 % медь, 2,2 % никель |
| 1968—1999              | 5,05       | 23,88         | 99,9 % никель                          |
| 1967—1968              | 5,83       | 23,88         | 50 % серебро, 50 % медь                |
| 1953—1967              | 5,83       | 23,88         | 80 % серебро, 20 % медь                |
| 1920—1952              | 5,83       | 23,62         | 80 % серебро, 20 % медь                |
| 1910—1919              | 5,83       | 23,62         | 92,5 % серебро, 7,5 % медь             |
| 1870—1910              | 5,81       | 23,62         | 92,5 % серебро, 7,5 % медь             |

## Дизайн

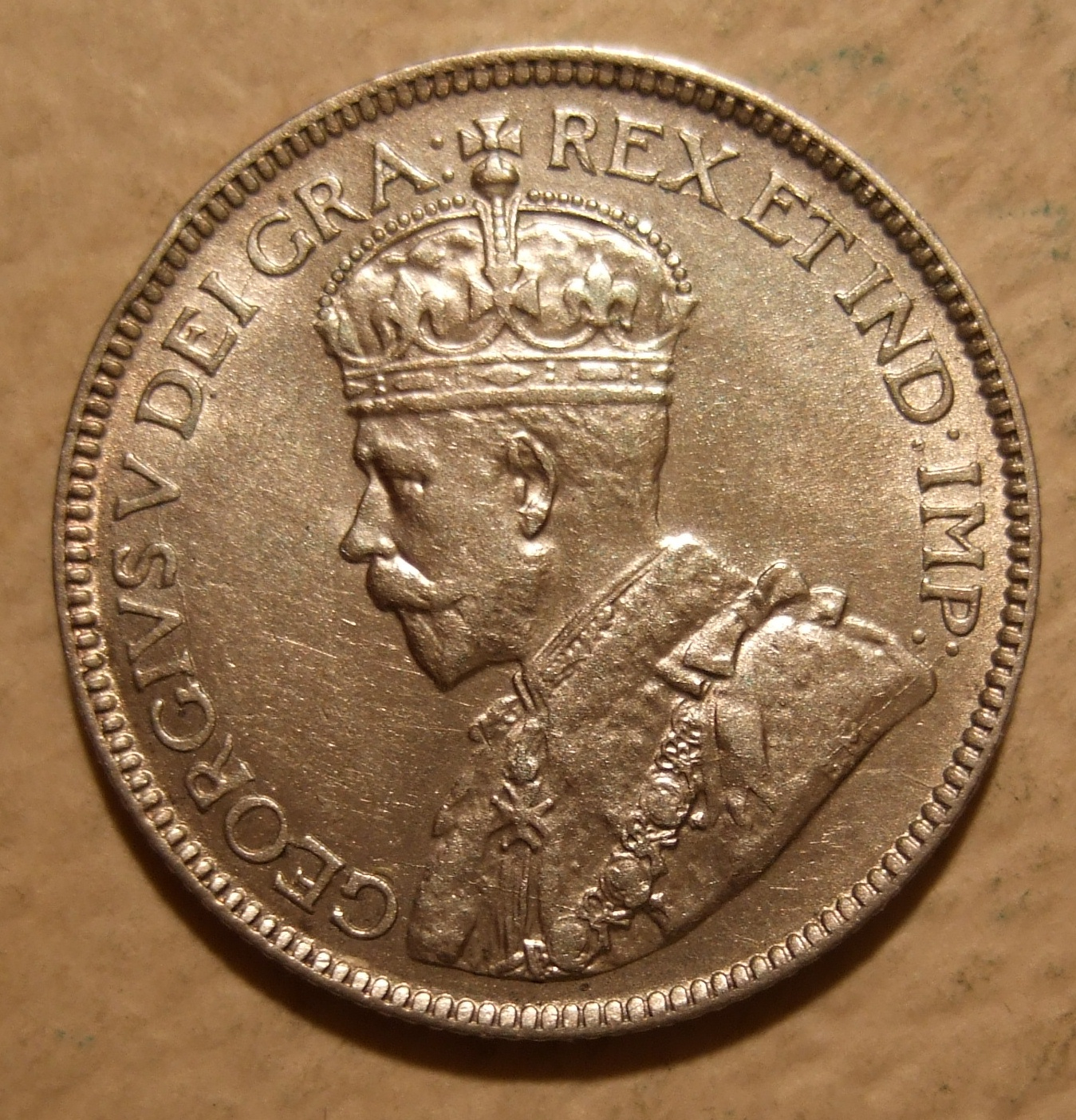
25 центов 1917 года с портретом Георга V

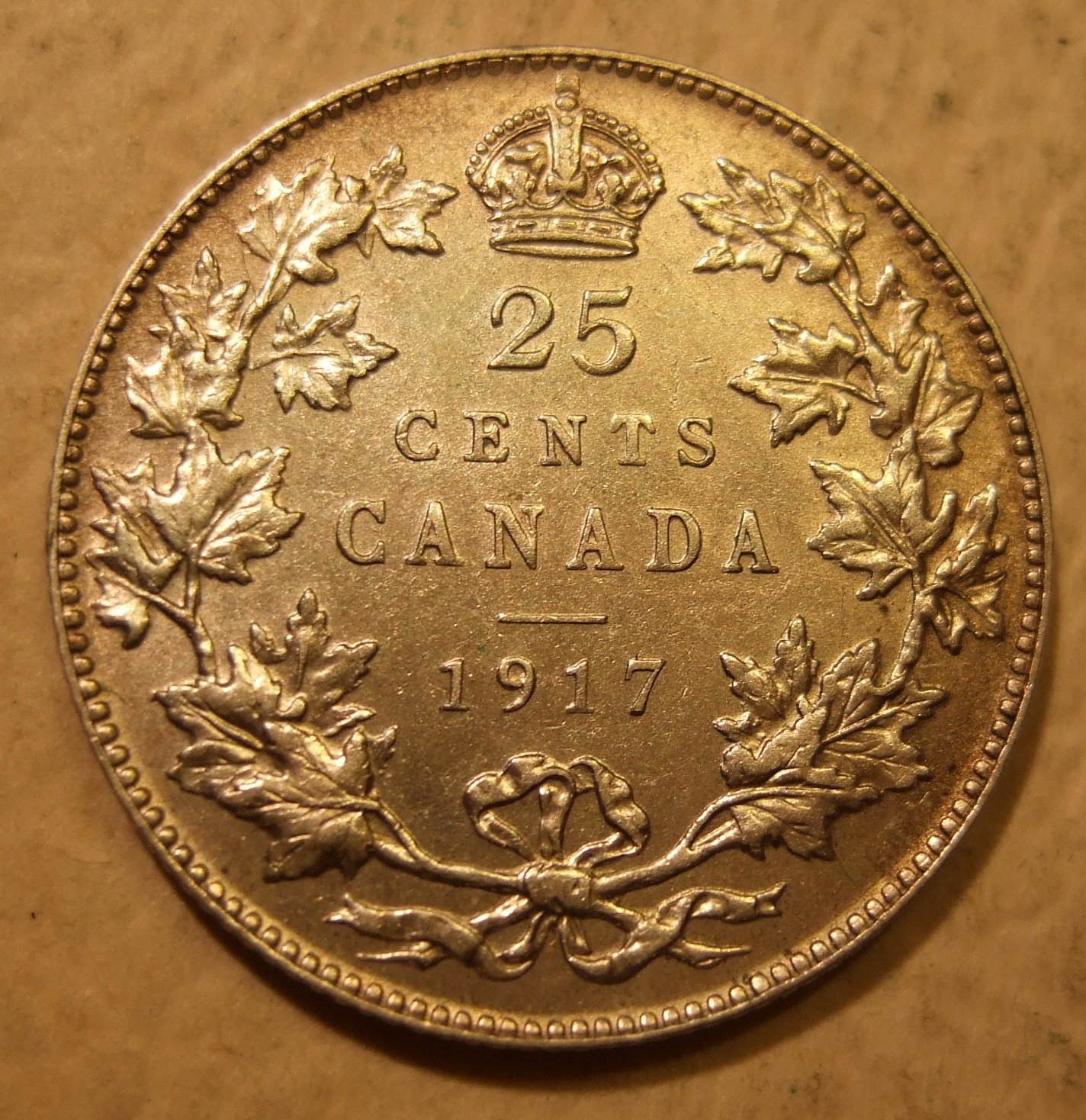
25 центов 1917 года с портретом Георга V

Современный дизайн (с оленем) используется начиная с короля Георга VI, при котором изменился и дизайн прочих канадских монет.
При предыдущих королях для монет от 5 до 50 центов использовался иной дизайн: на реверсе изображался номинал монеты мелкими буквами, обрамлённый венком из кленовых листьев, с короной вверху.

## Памятные выпуски
Обычные квотеры чеканятся с изображением карибу на реверсе, памятные монеты точно такие по параметрам: диаметру, весу и т. д., а отличаются лишь реверсом.
В 2004 году были выпущены квотеры к Дню памяти. На реверсе изображен цветок мака.

### Единичные памятные выпуски
| Изображение | Год  | Тематика                           | Дизайнер                     | Тираж       | Примечание                                                                   |
| ----------- | ---- | ---------------------------------- | ---------------------------- | ----------- | ---------------------------------------------------------------------------- |
|             | 1967 | Столетний юбилей Канады            | Alex Colville                | 48 855 500  | Изображение рыси.                                                            |
|             | 1973 | 100-летие Канадской конной полиции | Paul Cedarberg               | 135 958 589 | Изображение сотрудника Канадской конной полиции.                             |
|             | 2002 | Канадский кленовый лист            | Judith Chartier              | 30 627 000  | 1952—2002                                                                    |
|             | 2004 | Акадия (Île Ste. Croix)            | R.R. Carmichael, Stan Witten | 15 400 000  | Изображение рыболовного судна 17 века «La Bonne-Renommée» и дата 1604—2004.  |
|             | 2004 | День памяти                        | Cosme Saffioti, Stan Witten  | 28 500 000  | Красный цветок мака на реверсе, первая в мире монета с цветным изображением. |
|             | 2005 | Alberta Centennial                 | Michelle Grant               | 20 640 000  |                                                                              |
|             | 2005 | Saskatchewan Centennial            | Paulette Sapergia            | 19 290 000  |                                                                              |
|             | 2005 | Год ветеранов                      | Elaine Gobel                 | 29 396 000  |                                                                              |
|             | 2006 | Pink Ribbon                        | Cosme Saffioti               | 29 798 000  |                                                                              |
|             | 2006 | Медаль за храбрость.               | RCM Engravers                | 20 040 000  |                                                                              |
|             | 2008 |                                    | Cosme Saffioti, Stan Witten  | 11 000 000  | Повторный выпуск 2004 года                                                   |
|             | 2010 | К 65-летию Второй Мировой Войны    |                              | 11 000 000  |                                                                              |

## Интересные факты
- В 1997 и 1998 годах канадские квотеры не выпускались.